# Monasterio de los Santos Celedonio y Emeterio de Cellers
El monasterio de los Santos Celedonio y Emeterio de Cellers (en catalán: monestir de Sant Celdoni i Sant Ermenter de Cellers) es un monumento del municipio de Torá, en la comarca catalana del Solsonés, declarado bien cultural de interés nacional. 

## Descripción
El monasterio benedictino está situado a 9 km de Torá, al fondo del valle de Cellers. Este conjunto está formado por varias dependencias que se han ido añadiendo a lo largo de los años. La iglesia es el elemento principal de este antiguo monasterio, pero a su alrededor se puede ve la llamada Casa de los Santos, dos patios y la rectoría. Iglesia de planta casi cuadrada tiene una cabecera triabsidal carente de nave. Dentro del espesor del muro hay dos pequeñas absidiolas, una a cada lado del ábside central. El espacio cuadrangular está cubierto con una cúpula sobre pechinas. La cripta, bajo el ábside central, tiene tres naves y doce pares de columnas con capiteles esculpidos.

## Historia
Según la leyenda, los restos de los mártires san Celdoni y san Ermenter fueron llevados a Cellers, un pueblo del valle de Forest, en el antiguo término de Llanera de Solsonés, procedentes de un monasterio de Aragón, para enterrarlos en un lugar seguro, lejos del peligro musulmán, y levantar una iglesia en su honor. En 1038 los monjes Guillem, Galid y Seniofred recibían un donativo para el cuidado de la iglesia de Sant Celdoni y Sant Ermenter. Con el tiempo se formó una pequeña comunidad benedictina, que en 1070 pasó a depender del Monasterio de San Saturnino de Tabérnolas, y se convirtió en un pequeño priorato. A mediados del siglo XIV quedó prácticamente deshabitado, por lo que el conde de Cardona, Joan Ramon Folc, de acuerdo con el señor feudal de la región, Ramón de Pinós, consideró que la soledad del lugar no era adecuada para a tener las reliquias de los santos, que fueron trasladadas el 19 de octubre de 1399, un domingo según dice el acta del notario, a la iglesia de San Miguel de Cardona y colocarlas en su altar mayor. La versión popular dice, sin embargo, que los cuerpos fueron robados por el conde o en todo caso comprados. Así también lo explica el  Martirologio Catalán  de F. Reirola Masferret, 1880. 
Finalmente, por una bula de 1593, las rentas del monasterio quedaron incorporadas a la canonjía de la catedral de Solsona. Debió sufrir algunos desperfectos durante la Guerra de los Segadores, así se aprecia que parte de la pared del frontispicio es de sillares muy trabajados procedentes de una restauración que data de 1700, según está inscrito en una piedra de la girola central y en los hierros forjados de la puerta. Todavía hoy el domingo de Pasión se celebra la «Fiesta del Perdón» en la que existe la posibilidad de confesarse. También incluye una misa y una comida campestre.

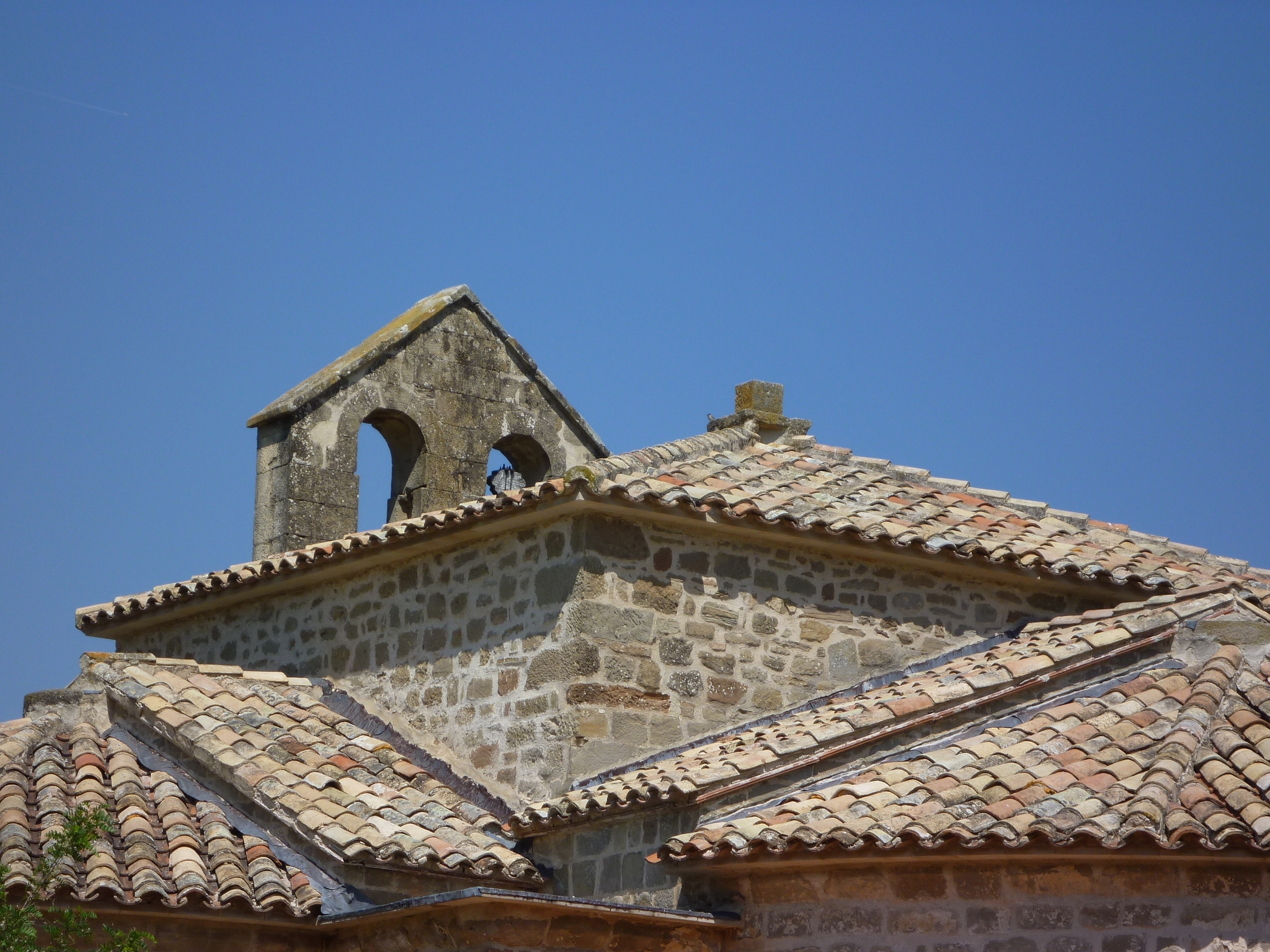
Cúpula y campanario de espadaña
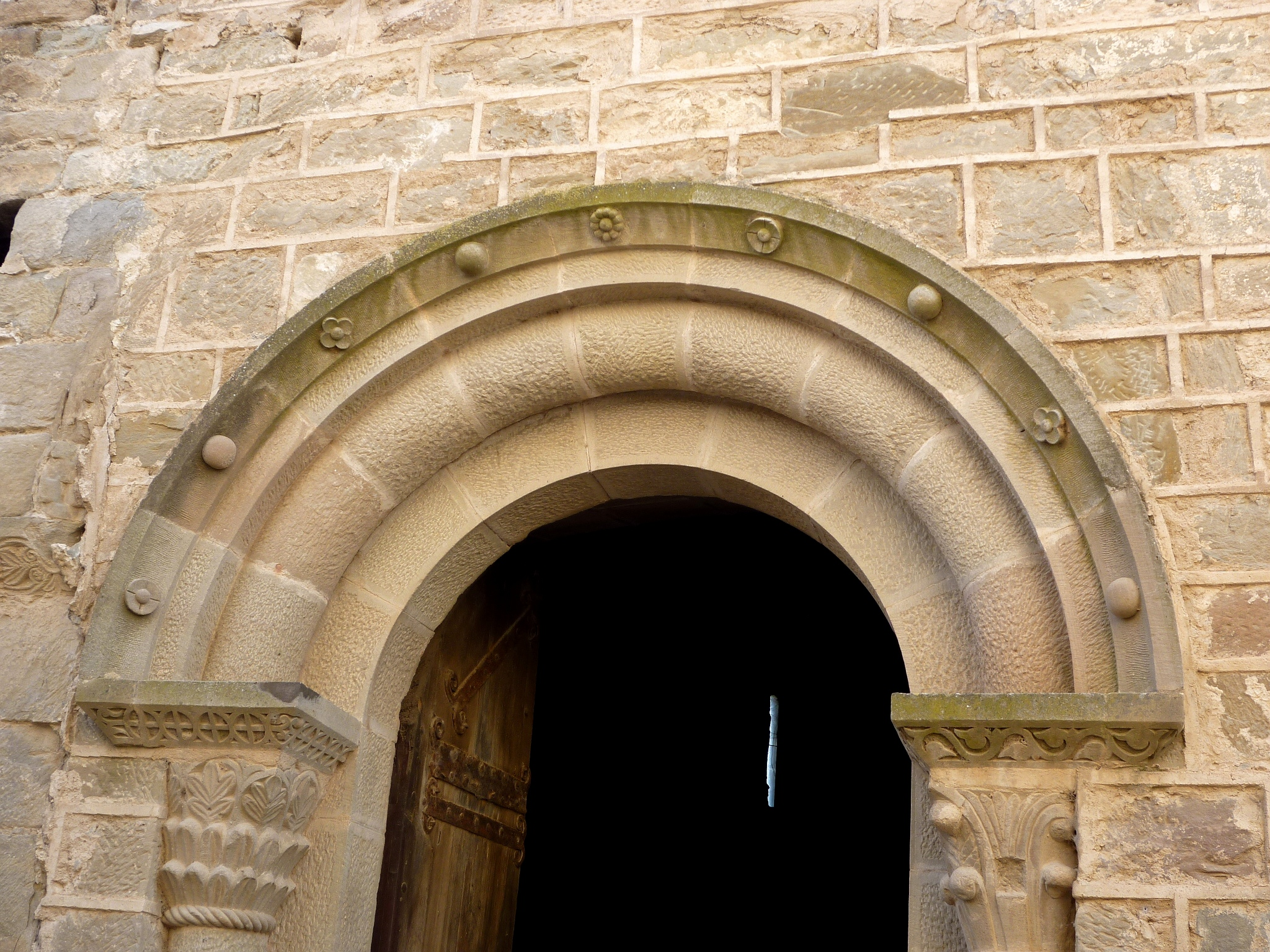
Portal de entrada
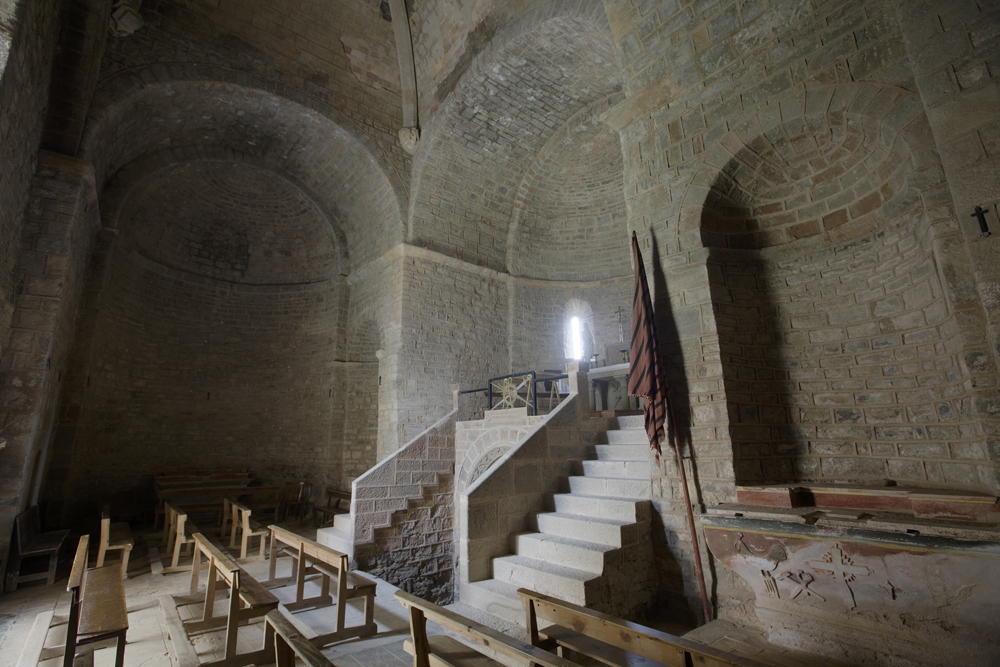
Interior del templo
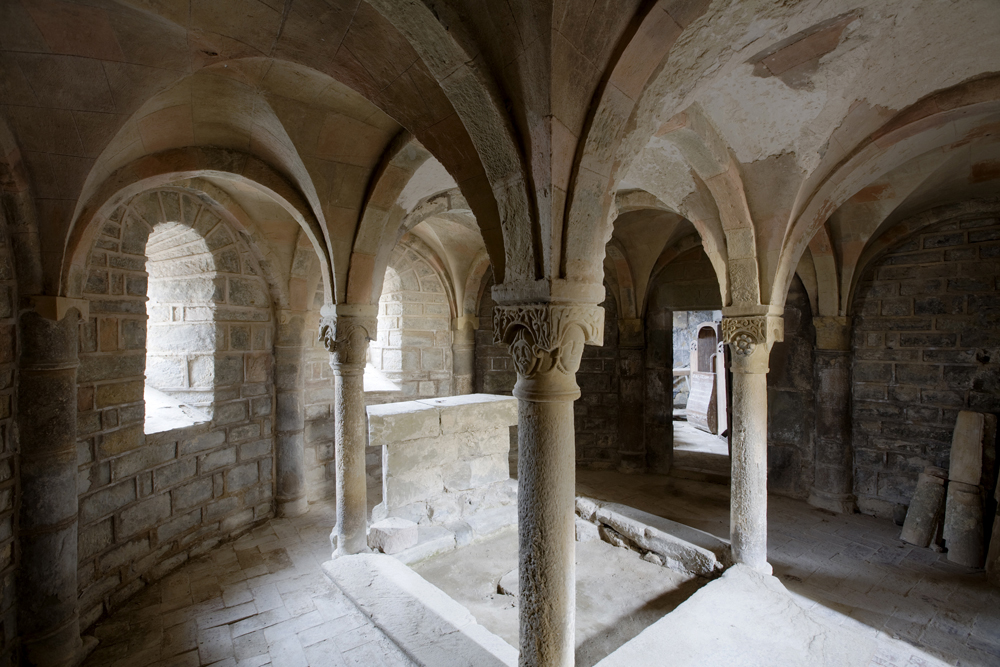
Cripta